# Brundall
Brundall is een civil parish in het bestuurlijke gebied Broadland, in het Engelse graafschap Norfolk met 4019 inwoners.
Het dorp is gelegen aan de noordelijke oever van de River Yare, en door de rivier gescheiden van Surlingham op de andere oever.  Het ligt zo'n 11 km ten oosten van het stadscentrum van Norwich. De parish wordt bediend door de treinstations Brundall en Brundall Gardens gelegen op de treinverbinding van Norwich naar Great Yarmouth en Lowestoft.
Het dorpje is bekend voor zijn scheepsbouw, in het verleden de thuisbasis van de grote werf van Brooms of Brundall, maar ook daarna bleef de industrie er significant, gevestigd in het hard van de Norfolk Broads.